# Jane Kerr
Jane Kerr (n. 12 mai 1968, Mississauga⁠(d), Ontario, Canada) este o înotătoare ce a reprezentat Canada, medaliată olimpică. A participat la 2 ediții ale Jocurilor Olimpice (1984, 1988) în care a câștigat două medalii de bronz.